# Patrik Ježek
Patrik Ježek (* 28. Dezember 1976 in Pilsen) ist ein ehemaliger tschechischer Fußballspieler.

## Karriere
Ježek startete seine Profikarriere bei Viktoria Pilsen in der tschechischen Gambrinus Liga. 1998 wechselte er zum FC Tirol Innsbruck in die österreichische Bundesliga. Nachdem er mit den Tirolern einen Meistertitel gewinnen konnte, wechselte er zur Wiener Austria. Nach einjährigem Aufenthalt in Wien kam er wieder zurück nach Innsbruck und feierte dort einen weiteren Meistertitel.
Da der FC Tirol Innsbruck in den Konkurs ging und sich in weiterer Folge 2002 auflöste, verpflichtete ihn der deutsche Zweitligist Karlsruher SC, bei dem er sich allerdings nicht durchsetzen konnte. Nach dem Rauswurf beim KSC war Ježek ein halbes Jahr vereinslos. 2003 erhielt er ein Angebot vom tschechischen Topklub Sparta Prag, bei dem er fünf Monate spielte. Anfang 2004 kehrte er zurück nach Österreich und schloss sich dem als FC Superfund auftretenden SV Pasching an.
Aufgrund einer erfolgreichen Saison in Pasching erhielt er ein Angebot von FC Red Bull Salzburg und wechselte zum österreichischen Bundesligakonkurrenten. Am 11. Juli 2007 schoss er im Spiel gegen SCR Altach nach nur zehn Sekunden das damals schnellste Tor der Bundesligageschichte; der Rekord wurde erst 2024 von Petar Ratkov gebrochen. Gemeinsam mit Salzburg errang er insgesamt drei Mal den österreichischen Meistertitel und wurde zur Winterpause 2009/10 in die zweite Mannschaft versetzt, da Trainer Huub Stevens nicht mehr mit ihm plante. Wenige Tage danach wechselte er zum FC Admira Wacker Mödling in die österreichische 2. Liga. Der Tscheche führte die Mödlinger in der Saison 2010/11 zum Aufstieg in die österreichische Bundesliga, wo er im Herbst 2011 die alte Rekordmarke von Jerzy Brzęczek mit 307 Spielen in der höchsten österreichischen Spielklasse überboten hat und damit der Legionär mit den meisten Einsätzen in der österreichischen Bundesliga wurde. Nach der Saison 2012/13 zog Patrik Ježek einen Schlussstrich unter seine Karriere. Da er mit seinem letzten Verein FC Admira Wacker Mödling im letzten Spiel noch den Klassenerhalt schaffte, stieg er in seiner gesamten Karriere kein einziges Mal ab.

## Erfolge
- 5× österreichischer Meister (2000, 2002, 2007, 2009, 2010)
- 1× tschechischer Meister (2003)
- 1× Meister Erste Liga: 2011
- schnellstes Tor (zehn Sekunden) der österreichischen Bundesligageschichte